# Любизар

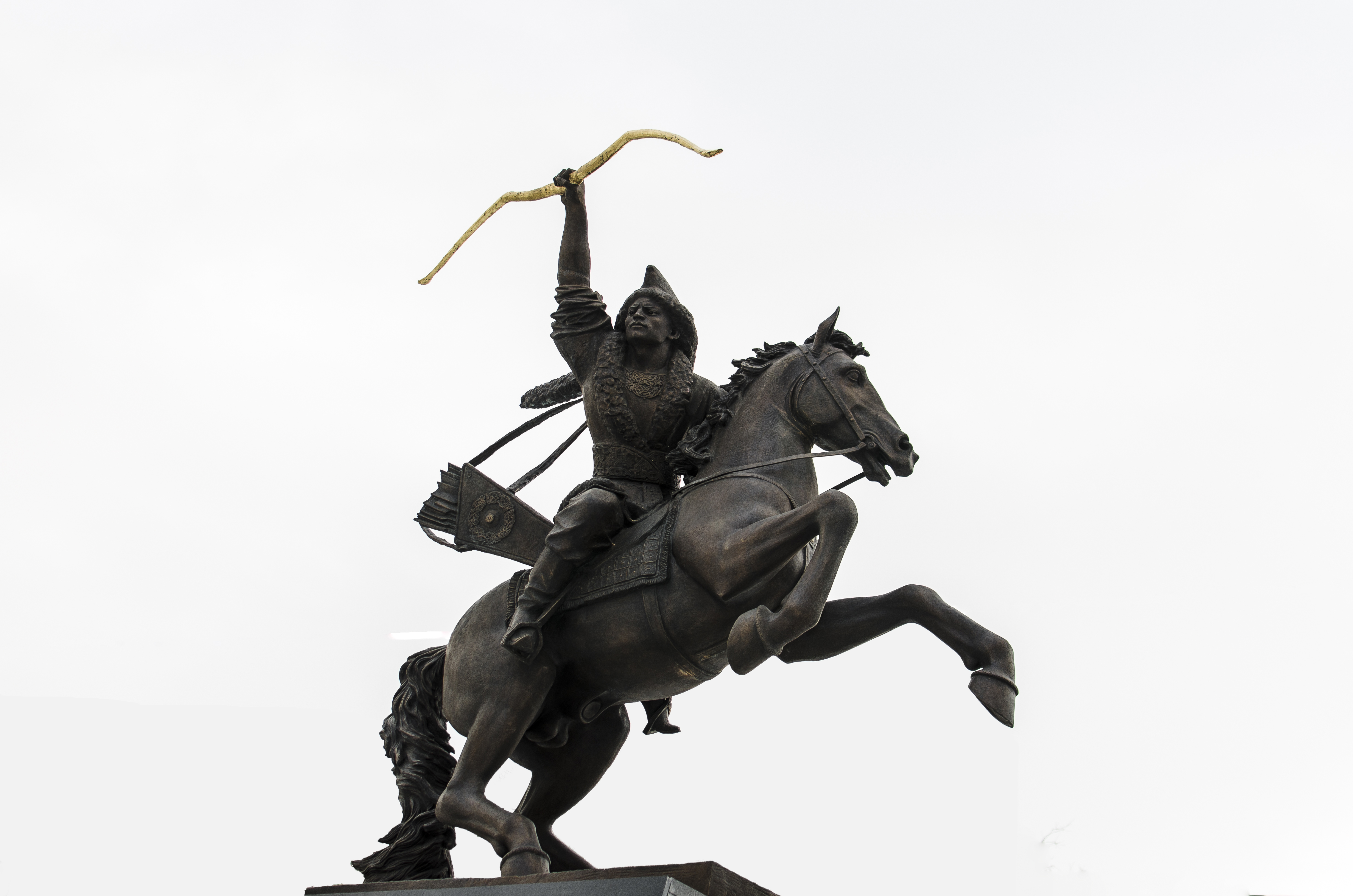
Памятник башкирским полкам 1812 года, г. Сибай

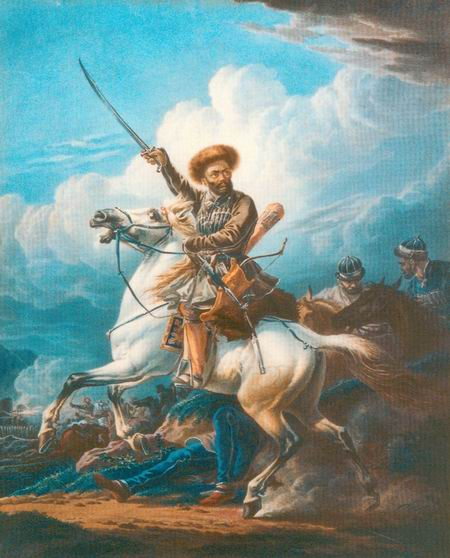
Всадник-башкир. 1823 г. Автор А. Орловский.

«Любизар» (тат. Любизар; Любезники, любизар, баш. Любизар) — историческая башкирская и татарская народная песня об Отечественной войне 1812 года. Песня «Любизар», и в татарском и в башкирском народных творчествах повторяется слово в слово, со всеми куплетами и припевом.

## Сюжет
По преданиям, за храбрость, проявленную в бою, М. И. Кутузов, расхваливая татарских  и башкирских солдат, якобы сказал: «Любезные мои, вы – молодцы», эти слова и перешли в слова песни».
В песне воспеваются подвиги воинов, изгнавших Наполеона из России и вступивших в Париж. По историческим сведениям известно, что 1-й Мишарский полк одним из первых вошёл в разоренную сожженную Москву и был оставлен для  исполнения гарнизонной службы в Москве.
Согласно башкирским преданиям, после Бородинского сражения генерал-фельдмаршал М. И. Кутузов вызвал к себе командира башкирского полка Кахыма Мурзашева (Кахым-турэ; 1778—1813), похвалил его за храбрость в бою и сказал: «Любезные вы мои башкирцы, молодцы!». Кахым-турэ рассказал об этом своим конникам, и они, воодушевлённые похвалой, сочинили песню, припевом которой стали слова: «Любезники, любизар, молодец, молодец». Однако исторические документы, подтверждающие участие Кахыма Мурзашева в боевых действиях, отсутствуют.

## Исследования песни
Песня «Любизар» впервые записана в XIX веке и была включена в песенный сборник «Песни разных народов», составленный Н. Бергом (М., 1854). Песня записана и переведена татарином Симбирской губернии в четыре стиха, кроме одной. Публикация же башкирской песни не имеет названия, состоит только из 3-х строк, которые отличаются от других вариантов песни (к примеру в нём нет слова «любизар») и была записана у некоего П. Я. Петрова на казанском диалекте татарского языка: 
Француз не прост, наводит мост, хитрит-мудрит он чересчур, 
Казак у них проворен, лих — в деревню шмыг, ворует кур. 
Молодцы, ах башкирцы молодцы!
В печатном варианте песня башкирским 
фольклористам известна с 1912 года – из книги Ф. К. Туйкина «Ватан каһарманнары» («Герои Родины»).
Позднее текст "Любизар"а был записан С. М. Мифтаховым, а другой его вариант — М. М. Валеевым (опубликован в сборнике «Башкорт халк йырдары»).

## Использование мелодии
Песня «Любизар» входит в репертуар многих башкирских и татарских певцов.